# Etzatlán
Etzatlán est une ville et une municipalité de l'État de Jalisco au Mexique. La municipalité couvre une superficie de 306,27 km2.
Il abrite la plus grande verrière au crochet au monde, certifiée par le livre Guinness des records du monde.
En 2020, l'écrivain chilien José Baroja y a consacré une histoire intitulée Etzatlán.

## Démographie
En 2005, la population est de 17 564.
En 2010, la ville d'Etzatlán, chef-lieu de la municipalité, a 13 513 habitants. Les localités les plus importantes de la municipalité sont ensuite Oconahua avec 2 275 habitants et Santa Rosalía avec 1 193 habitants. La municipalité compte au total 18 632 habitants dont 72 % de population urbaine.
Au recensement de 2015, la population de la municipalité atteint 19 847 habitants.

### Localités
| Name                                         | Population (2005) |
| -------------------------------------------- | ----------------- |
| Etzatlán                                     | 12,924            |
| Oconahua                                     | 2,132             |
| Santa Rosalía                                | 1,079             |
| La Mazata                                    | 589               |
| San Rafael (Hacienda de San Rafael)          | 168               |
| Puerta de Pericos (Tlachichilco)             | 141               |
| Palo Verde                                   | 132               |
| San Sebastián (Ex-hacienda de San Sebastián) | 98                |
| El Amparo (La Embocada)                      | 64                |
| La Quebrada                                  | 63                |

## Jumelage
- Bollullos de la Mitación ( Espagne) : Etzatlán fait partie des onze municipalités mexicaines avec lesquelles Bollullos a un programme de coopération et d'échanges car elles ont été évangélisées par le franciscain Juan Calero (es) né en 1500 à Bollullos de la Mitación[6].

## Note et référence
1. ↑  « Jalisco - Etzatlán », sur web.archive.org, 31 mars 2007 (consulté le 31 mai 2022)
2. ↑  « Etzatlán, por José Baroja », sur letras.mysite.com (consulté le 31 mai 2022)
3. ↑  « Etzatlán », Enciclopedia de los Municipios de México (consulté le 13 avril 2009)
4. ↑  (es) « Etzatlán », sur jalisco.gob.mx
5. ↑  (es) « Jalisco : Número de habitantes », sur inegi.org.mx
6. ↑  (es) Amparo Baca Páez, « El ayuntamiento de Bollullos emprenderá relación comercial con once pueblos de México » [archive du 4 juillet 2014], sur sevilla.abc.es, 18 juin 2006